# Partido di Berisso
Il partido di Berisso è un dipartimento (partido) dell'Argentina facente parte della Provincia di Buenos Aires. Il capoluogo è Berisso.